# Ювараджа II
Ювараджа (Ювараджадева) II (д/н — бл. 990) — 7-й магараджа держави Чеді й Дагали у 980—990 роках.

## Життєпис
Походив з раджпутського клану Калачура. Другий син магараджи Лакшманараджи II. Посів трон близько 980 року після загибелі старшого брата Шанкарагани III у війні з Чандела.
Каранбельський напис стверджує, що він здійснив набіг на кілька держав і подарував награбоване монастирю Сомнатх. Цей також може похвалитися тим, що Ювараджа одного разу бився з тигром і вбив його.
В союзі зі швагером Тайлапою II воював проти Вакпаті II Парамари, магараджи Малави. Втім останній зумів завдати поразки союзника. Водночас у 988—990 роках вимушен був протистояти Махіпалі I з імперії Пала, який завдав поразк Ювараджи II, відвоювавши землі на території сучасного штату Біхар. Слідом за цим близько 990 року Вакпаті II вдерся до держави Чеді-Дагала, завдавши поразки Ювараджи II, який разом з більшістю командувачів та знаті загинув. Його столицю Трипурі було захоплено й пограбовано.
Втім невдовзі Тайлапа II завдав поразки Вакпаті II, що дозволило загонам Калачура відвоювати Трипурі, де міністри поставили на трон сина Ювараджи II — Коккалу II.